# Re Paperone Primo
Re Paperone Primo (King Scrooge the First), nota anche col titolo Re Paperone I, è una storia di 21 tavole scritta da Carl Barks e disegnata da Tony Strobl, pubblicata per la prima volta negli Stati Uniti sulla rivista Uncle Scrooge n. 71 dell'ottobre 1967. In Italia fu pubblicata per la prima volta sul n. 644 di Topolino del 31 marzo 1968.
La storia ha avuto un remake danese nel 2007 realizzato da Daan Jippes. Venne pubblicata per la prima volta sul n. 28 di Samlede Verk del dicembre 2007, mentre un'edizione in italiano è stata pubblicata la prima volta sul n. 32 di La grande dinastia dei paperi del 1º settembre 2008 e poi sul n. 23 di Uack! del gennaio 2016.
Questa fu l'ultima storia sceneggiata da Barks per la collana Uncle Scrooge appena prima del suo ritiro.

## Trama
Nella Paperopoli del 1967, l'ambiguo indovino Khan Khan riconosce nella persona di Paperone la reincarnazione di Paperon-Scià, re di Sagdad, vissuto 4000 anni prima.
Catturato insieme ai nipoti, Paperone viene portato dall'indovino nel deserto che circonda le rovine di Sagdad, capitale del Fatcatstan. Qui, bevendo un filtro magico in possesso di Khan Khan, i Paperi rivivono mentalmente le ultime ore di Sagdad e finiscono per scoprire dove i loro antenati hanno nascosto un tesoro.
Khan Khan sembra volerlo tutto per sé ma, nel tentativo di appropriarsene, viene catturato dei paperi, ai quali, infine, propone una spartizione. Paperone, allora, gli concede una congrua fetta delle ricchezze, ma Khan Khan risulta interessato al possesso di un solo piccolo scrigno, e si dice disposto a lasciare ai paperi tutto il resto. Aperto il forziere, ingerisce una polvere contenuta al suo interno per annullare l'effetto di un'altra polvere che gli donava immortalità che egli aveva ingerito secoli prima durante il suo incontro-scontro con Paperon-Scià.
Khan Khan inizia così a diventare vecchio e cadente, pronto a raggiungere i suoi soldati e le sue schiave, da tempo polvere nel deserto.

## Storia editoriale
- Per la longevità di Khan Khan, Barks sembra attingere al mito di Ayesha, la regina resa immortale da una magica fiamma, protagonista del romanzo She, la donna eterna di Henry Rider Haggard.
- I nomi delle ambientazioni cambiano parzialmente nell'edizione italiana: Sagdad viene rinominata Dagbad e il Fatcatstan diventa Paprikastan.
- Dalle note in possesso di Barks risulta che per la storia l'autore venne pagato per 24 tavole di storyboard; tuttavia ne consegnò solamente 21.

## Altre pubblicazioni italiane
- Gli Albi di Topolino n. 1101 (14/12/1975)
- I Grandi Classici Disney n. 20 (3/1986): questa edizione venne censurata nell'ultima vignetta dove appare il re Khan Khan, cui non viene fatta fare menzione alle schiave.
- Paperino n. 63 (12/1987)
- Zio Paperone n. 35 (8/1992)
- Primaverissima 1994 (4/1994)
- Il meglio di Paperone (6/1999)
- Speciale Disney n. 22 (6/2001)
- La grande dinastia dei paperi n. 32 (1/9/2008)
- Uack! n. 6 (20/9/2014) questa versione di Strobl,[1] venne ristampata affiancando pagina per pagina dallo storyboard originale a opera di Barks, fino a quel momento inedito a livello mondiale.[2]
- Uack! n. 23 (20/1/2016)
- Topolino n. 3394